# Lise Nørgaard
Lise Nørgaard (nacida Elise Jensen, Roskilde, 14 de junio de 1917-Humlebæk , 1 de enero de 2023) fue una escritora, periodista y guionista danesa.

## Biografía
Su madre, Olga Sofie Tønder (1889-1987), tenía una tienda de modas y su padre, Harry Alexander Jensen (1889-1976), era mayorista textil. Tras acabar la secundaria se formó como traductora. 
En 1938 se casó con el fiscal Mogens Einar Flindt Nielsen y tuvieron cuatro hijos. Se divorciaron en 1950 y en 1951 se casó con el periodista político Jens Waaben Nørgaard, con el que estuvo casada hasta su muerte en 1984.
Como periodista publicó para diarios como Politiken o Hjemmet y como guionista escribió para películas o series como Matador  y ha recibido varios premios literarios u otros honores como la Orden de Dannebrog en 1994.

## Obra
- 1959: Med mor bag rattet
- 1961: Sorte syvlinger
- 1966: Jo mere vi er sammen
- 1970: Volmer - portræt af en samfundsstøtte
- 1978: Julen er hjerternes fest
- 1980: En hund i huset
- 1981: Stjernevej
- 1984: Mig og farmor
- 1984: Historien om Matador
- 1988: Jeg gik mig over sø og land
- 1991: Syv små hunde og deres skæbne
- 1992: Kun en pige
- 1997: De sendte en dame